# 和田有一朗
和田 有一朗（わだ ゆういちろう、1964年（昭和39年）10月23日 - ）は、日本の政治家。日本維新の会所属の衆議院議員（2期）。兵庫維新の会副代表。神戸市会議員（2期）、兵庫県議会議員（5期）を務めた。

## 来歴
神戸市灘区出身。兵庫県立神戸高等学校、早稲田大学社会科学部卒業、神戸市外国語大学大学院修士課程修了。早大在学中の1987年、政治サークル「鵬志会」を結成。
衆議院議員秘書を経て、1991年に神戸市会議員選挙に無所属で立候補し、落選。1995年の兵庫県議会議員選挙に立候補し、落選。その間、配送のアルバイトや私塾などで生計を立てたという。1999年より神戸市会議員を2期務めた。市議時代は自由民主党に所属した。
2005年7月、兵庫県議会議員補欠選挙に無所属で当選。
2014年11月22日、第47回衆議院議員総選挙に兵庫3区から立候補する意向を表明。当初は無所属で立候補するとしていたが、最終的に次世代の党の公認を得た。総選挙では自民党の関芳弘に敗れ、落選。
2015年4月、兵庫県議に無所属で復帰。県議は通算5期務めた。
2020年11月12日、次期衆院選に兵庫3区で日本維新の会から立候補する意向を表明。その後、県議会の自民党会派から維新会派に移籍した。
2021年10月の第49回衆議院議員総選挙では、関に9,000票差で敗れるも、重複立候補していた比例近畿ブロックで復活し、初当選。
2024年10月の第50回衆議院議員総選挙では、関と国民民主党の元職である向山好一の後塵を拝する3位であったものの、比例復活で再選。

## 人物
- 保守的な立場を取っており、衆院議員として憲法改正にも力を尽くすとしている[8]。
- 神戸市議を2期、兵庫県議を5期経験してきたことから、地方政治を見続けてきたと自負しており、和田は「僕みたいな人間が声を上げ、国と地方がもっと上手に意思疎通できるようにしていきたい」と語っている[8]。
- 沖縄県の尖閣諸島が日本の領土であることアピールするため、ほかの地方議員らとともに魚釣島に上陸した[8]。
- 早稲田大学の政治サークル「鵬志会」の創設者である。和田は鵬志会のOBとして、交流会などに参加している[13]。
- 学生時代、鈴木宗男の事務所でアルバイトをしていた[8]。
- 座右の銘は、「人生開拓」[8]。和田によると、鈴木宗男が色紙に書く言葉で、「あの方は北海道の大荒野で苦労して育った。良い言葉だなと思った」とのこと[8]。
- 趣味は、映画鑑賞や読書[8]。
- 支持者から譲られたメダカが増え、今は50、60匹を飼っている[8]。
- 家族は、妻と長男、長女[8]。

## 活動
尖閣諸島魚釣島上陸
2012年8月19日、和田や鈴木章浩東京都議会議員ら10名が尖閣諸島魚釣島に上陸。同島は政府が一般人の上陸を禁じていることから、翌20日に沖縄県警察から任意で事情を聞かれた。和田は「（自国領土への上陸を）軽犯罪法違反に問うこと自体がおかしい」と述べ、最終的に立件は見送られた。
事件後、和田は産経新聞の取材に対して、「軽犯罪法違反という形式犯に問われるとしても、日本人として、子や孫への道義的責任を果たさない罪の方が大きいと判断」し、上陸を決断したと語っている。また、和田によると、尖閣近海では中国漁船に漁網を切られるなどの被害が多発しており、漁師からは『よくやってくれた』と感謝されたほか、21日に地元の神戸に帰ってから翌朝より駅前で演説しているが、ほとんどが好意的な反応だったという。
灘中学校の歴史教科書採用を巡る問い合わせ
2016年度から灘中学校が採用した歴史教科書を巡り、和田や自民党の盛山正仁衆議院議員が「なぜあの教科書を採用したのか」などの問い合わせを行っていた。同教科書は他社で記述がない慰安婦問題に言及し、1993年に河野洋平官房長官（当時）が元慰安婦へのおわびと反省を表明した「河野談話」を掲載。「軍や官憲によるいわゆる強制連行を直接示すような資料は発見されていない」という現在の政府見解も注記していた。この問い合わせを受けたことに対し、灘中の和田孫博校長は「政治的圧力だと感じざるを得ない」などと見解を示したが、和田は「私立学校の特色ある教育は理解しており、圧力などではない」と述べた。
「ロシア後の自由な民族フォーラム」東京会合に参加
2023年8月2日に衆議院第一会館で開かれた「ロシア後の自由な民族フォーラム」に参加し、同会合で採択されたロシア連邦の脱植民地化と脱帝国化、並びに北方領土問題即時解決を目指す「東京宣言」に、自民党、立憲民主党、国民民主党の議員らと共に署名した。

## 不祥事
自動車事故の不申告
2023年7月26日、和田が神戸市垂水区内のマンション敷地内で車を運転中、駐車していた原動機付き自転車に接触したのに警察に届け出ず走り去っていたことが報じられた。捜査関係者によれば和田は17日の正午過ぎ、車を切り返すためにバックでマンション敷地内に進入。駐輪場にあった原動機付き自転車に接触し、弾みで隣にあったバイクも転倒した。和田は車を止めて原動機付き自転車を起こしたが、警察には届け出ず立ち去ったという。兵庫県警が目撃者の話などから和田を特定し、25日に道路交通法違反（事故不申告）の疑いで和田を任意聴取していた。和田は取材に対し「『カチャン』というぐらいの静かな倒れ方で、バイクを傷つけたとか、事故を起こしたというような認識がなかった」と釈明。「私の不注意であり、所有者や警察の捜査には誠意を持って対応する」と述べた。8月8日付で兵庫県警は和田を道路交通法違反（事故不申告）の疑いで書類送検した。10月13日、神戸地検は和田を嫌疑不十分で不起訴処分とした。

## 選挙歴
| 当落 | 選挙                         | 執行日         | 年齢 | 選挙区             | 政党         | 得票数    | 得票率 | 定数 | 得票順位 /候補者数 | 政党内比例順位 /政党当選者数 |
| ---- | ---------------------------- | -------------- | ---- | ------------------ | ------------ | --------- | ------ | ---- | ------------------ | ---------------------------- |
| 落   | 1991年神戸市議会議員選挙     | 1991年4月7日   | 26   | ーー               | 無所属       | ーー票    | ーー   |      | /                  | /                            |
| 落   | 1995年兵庫県議会議員選挙     | 1995年4月9日   | 30   | ーー               | ーー         | ーー票    | ーー   |      | /                  | /                            |
| 当   | 1999年神戸市議会議員選挙     | 1999年4月11日  | 34   | 垂水区選挙区       | ーー         | ーー票    | ーー   |      | /                  | /                            |
| 当   | 2003年神戸市議会議員選挙     | 2003年4月13日  | 38   | 垂水区選挙区       | 自由民主党   | 1万3843票 | ーー   | 11   | 1/15               | /                            |
| 当   | 2005年兵庫県議会議員補欠選挙 | 2005年7月3日   | 40   | 神戸市垂水区選挙区 | 無所属       | 3万9996票 | 73.50% | 2    | 1/2                | /                            |
| 当   | 2007年兵庫県議会議員選挙     | 2007年4月8日   | 42   | 神戸市垂水区選挙区 | 無所属       | 3万580票  | 37.84% | 3    | 1/4                | /                            |
| 当   | 2011年兵庫県議会議員選挙     | 2011年4月10日  | 46   | 神戸市垂水区選挙区 | 無所属       | 3万179票  | 39.38% | 3    | 1/4                | /                            |
| 落   | 第47回衆議院議員総選挙       | 2014年12月14日 | 50   | 兵庫県第3区        | 次世代の党   | 2万4402票 | 12.28% | 1    | 4/5                | 5/0                          |
| 当   | 2015年兵庫県議会議員選挙     | 2015年4月12日  | 50   | 神戸市垂水区選挙区 | 無所属       | 2万3191票 | 30.80% | 3    | 1/6                | /                            |
| 当   | 2019年兵庫県議会議員選挙     | 2019年4月7日   | 54   | 神戸市垂水区選挙区 | 無所属       | 2万7360票 | 39.45% | 3    | 1/3                | /                            |
| 比当 | 第49回衆議院議員総選挙       | 2021年10月31日 | 57   | 兵庫県第3区        | 日本維新の会 | 5万9537票 | 35.35% | 1    | 2/4                | 2/10                         |
| 比当 | 第50回衆議院議員総選挙       | 2024年10月27日 | 60   | 兵庫県第3区        | 日本維新の会 | 4万1050票 | 25.68% | 1    | 3/4                | 6/7                          |